# Aktinoceny

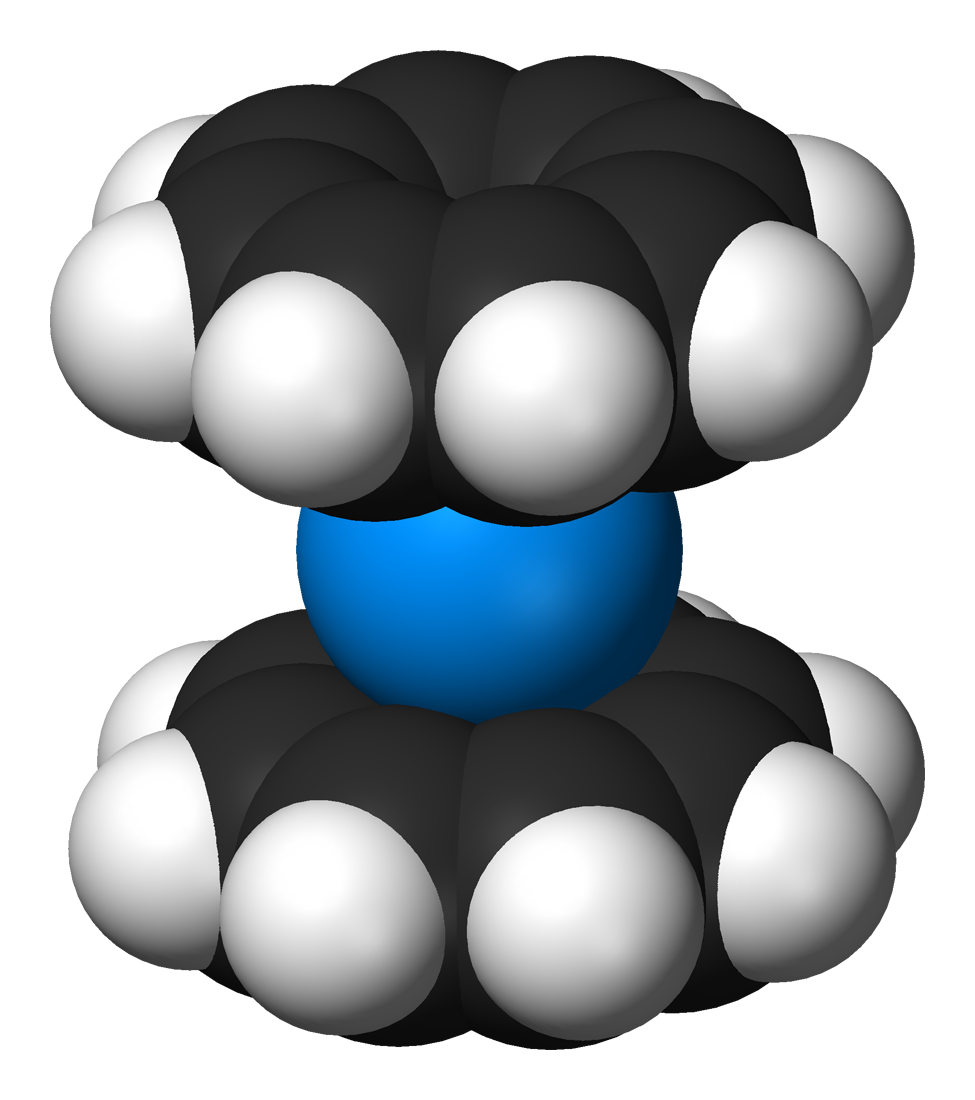
Model molekuly uranocenu

Aktinoceny jsou skupina organoaktinoidů; jedná se o metaloceny obsahující kovy ze skupiny aktinoidů. Mají sendvičové struktury obsahující dvojici dianiontových cyklooktatetraenylových ligandů (C8H 2−
8 , COT2−) navázaných na atom aktinoidu (An) v oxidačním čísle IV, z čehož vyplývá obecný vzorec An(C8H8)2.

## Známé aktinoceny
| Název         | Vzorec    | Druh aktinoidu | První příprava | Barva krystalů | Délka vazeb An–COT (pm) | Prostorová grupa |
| ------------- | --------- | -------------- | -------------- | -------------- | ----------------------- | ---------------- |
| Thorocen      | Th(C8H8)2 | Th             | 1969           | světle žlutá   | 200,4                   | P21/n            |
| Protaktinocen | Pa(C8H8)2 | Pa             | 1974           | nažloutlá      | –                       | P21/n            |
| Uranocen      | U(C8H8)2  | U              | 1968           | tmavě zelená   | 192,6                   | P21/n            |
| Neptunocen    | Np(C8H8)2 | Np             | 1970           | žlutohnědá     | 190,9                   | P21/n            |
| Plutonocen    | Pu(C8H8)2 | Pu             | 1970           | tmavě červená  | 189,8                   | I2/m             |

Nejzkoumanějším aktinocenem je uranocen, U(C8H8)2, jenž byl v roce 1968 první získanou sloučeninou tohoto druhu.
Od této doby byly také připraveny protaktinocen, Pa(C8H8)2), thorocen, Th(C8H8)2, neptunocen, Np(C8H8)2, a plutonocen, (Pu(C8H8)2).
Aktinoceny, obzvláště neptunocen a plutonocen, nebyly kvůli své radioaktivitě od 80. let 20. století podrobně zkoumány.

## Vazby
Vazby aktinoid-cyklooktatetraenyl byly předměty několika teoretických studií. Na základě dat získaných pomocí výpočetní chemie se předpokládá, že jsou kovalentní a vznikají především spojením 6d orbitalů aktinoidů s π-orbitaly ligandů, s menším vlivem interakcí 5f-π.
Obdobné sendvičové sloučeniny typu M(C8H8)2 jsou známy i u lanthanoidů, kde M = Nd, Tb nebo Yb, ovšem vazby jsou zde převážně iontové.